# レモネード・マウス サウンドトラック
『レモネード・マウス サウンドトラック』 (Lemonade Mouth (soundtrack))はアメリカ合衆国のディズニー・チャンネル・オリジナル・ムービー『レモネード・マウス』のサウンドトラックである。米国で2011年4月12日に発売され、日本で同年7月27日に発売された。

## 概要
各国のディズニー・チャンネルで放映されたディズニー・チャンネル・オリジナル・ムービー『レモネード・マウス』のサウンドトラックは主演ブリジット・メンドラーをはじめ、出演キャストによって歌われている。米国で2011年4月12日に発売され、ビルボード200アルバム・チャートで最高4位、トップ・デジタル・アルバム・チャートで最高5位、トップ・キッド・オーディオ・チャートおよびトップ・サウンドトラック・チャートで第1位となる。
日本盤は同年7月27日に発売され「(エンハンスド) サムバディ」 (ミュージック・ビデオ) /フォト・ギャラリー [ボーナス・ビデオ]が収録されている。
2012年9月、本サウンドトラックは米国で、402,000枚売り上げている.。

### シングル
先行シングルとして2011年3月4日、「サムバディ」(英語)が発売され、ビルボード・ヒートシーカーズ・ソングで最高12位となる。
4月15日発売されたセカンドシングル「ディターミネイト」(英語) はビルボードホット100チャートで最高51位、ホット・デジタル・ソング・チャートで最高28位、ヒートシーカーズ・ソング・チャートで第1位となる。
5月2日発売されたサードシングル「ブレイクスルー」(英語)はヒートシーカーズ・ソング・チャートで最高11位となる。

## トラックリスト
| #         | タイトル                                                    | 作詞・作曲 | アーティスト                 | 時間  |
| --------- | ----------------------------------------------------------- | --- | ---------------------------- | ----- |
| 1.        | 「ターン・アップ・ザ・ミュージック」                        | アダム・ワッツ、アンディ・ドッド                                                                                             | ブリジット・メンドラー       | 2:56  |
| 2.        | 「サムバディ」                                              | リンディ・ロビンズ、リード・ベルトルニー                                                                                     | ブリジット・メンドラー       | 3:28  |
| 3.        | 「アンド・ザ・クラウド・ゴーズ」                            | ジーニー・ルーリー、アリス・アルクオンティス、チェン・ニーマン                                                               | クリス・ブロシュー           | 2:47  |
| 4.        | 「ディターミネイト」(フィーチャリング アダム・ヒックス)     | ニクラス・マリンダー、ジョアシム・パースソン、ヨハン・アルケナス、チャーリー・メーソン、エバニー・バークス、アダム・ヒックス | ブリジット・メンドラー       | 3:18  |
| 5.        | 「ヒア・ウィ・ゴー」                                        | アリ・ディー、ヴィンセント・アルフィエリ、ザック・ダンジガー                                                                 | レモネード・マウス・キャスト | 2:53  |
| 6.        | 「シーズ・ソー・ゴーン」                                    | マシュー・ティシュラー、シェーン・スティーブンス、クリステンセン                                                             | ナオミ・スコット             | 3:06  |
| 7.        | 「モア・ザン・ア・バンド」                                  | ジーニー・ルーリー、アリス・アルクオンティス、チェン・ニーマン                                                               | レモネード・マウス・キャスト | 2:40  |
| 8.        | 「ドンチャ・ウィッシュー・ワー・アス?」                     | トム・レオナルド、リンディ・ロビンス、リード・ヴァーテルニー                                                                 | クリス・ブロシュー           | 3:19  |
| 9.        | 「ブレイクスルー」                                          | ブライアン・トッド、マリア・クリステンセン、シュリダー・ソランキ、アダム・ヒックス                                           | レモネード・マウス・キャスト | 3:27  |
| 10.       | 「リビン・オン・ア・ハイ・ワイアー ＜ボーナス・トラック＞」 | ウィンディ・ワグナー、ケン・ステイシー、デビッド・ウィルシュ、ジョリーン、ベル、アダム・ヒックス                             | レモネード・マウス・キャスト | 2:40  |
| 合計時間: | 合計時間:                                                   | 合計時間: | 合計時間:                    | 30:34 |

| #   | タイトル                                                                                    | 作詞 | 作曲・編曲 |
| --- | ------------------------------------------------------------------------------------------- | ---- | ---------- |
| 11. | 「(エンハンスド) サムバディ (ミュージック・ビデオ) /フォト・ギャラリー [ボーナス・ビデオ]」 |      |            |

## チャートおよび認定
| チャート (2011年)                               | 最高順位 |
| ----------------------------------------------- | -------- |
| オーストラリア ARIAチャート                     | 71       |
| オーストリア エードライ・アオストリア・トップ40 | 38       |
| ベルギー ウルトラトップ (フランダース)          | 25       |
| ベルギー ウルトラトップ (ワロン)                | 100      |
| オランダ メハカフツ                             | 79       |
| ポーランド アルバム・チャート                   | 26       |
| スペイン プロムシカエ                           | 38       |
| 全英アルバムチャート                            | 173      |
| 米国 ビルボード200                              | 4        |
| 米国 キッド・アルバム                           | 1        |
| 米国 トップ・サウンドトラック                   | 1        |
| 米国 トップ・デジタル・アルバム                 | 3        |

| 国名 | 認定 | 売上    |
| ---- | ---- | ------- |
| 米国 | RIAA | 402,000 |

| チャート (2011年)             | 最高順位 |
| ----------------------------- | -------- |
| 米国 ビルボード200            | 87       |
| 米国 キッド・アルバム         | 3        |
| 米国 トップ・サウンドトラック | 7        |
| チャート (2012年)             | 最高順位 |
| 米国 キッド・アルバム         | 23       |